# Hala pogrzebowa w Fürth
Hala Pogrzebowa w Fürth – neorenesansowa budowla znajdująca się w Fürth na Cmentarzu Miejskim.

## Źródła
- Ratgeber für den Trauerfall. Hrsg. inixmedia GmbH Marketing & Medienberatung Kiel im Auftrag der Stadt Fürth, 1. Auflage, 2015